# 다원 (여자 가수)
다원(본명: 남다원, 1997년 5월 27일 ~ )은 대한민국의 걸 그룹 우주소녀의 멤버이다.

## 학력
- 서울청담초등학교 (졸업)
- 청담중학교 (졸업)
- 서울공연예술고등학교 실용음악과 (졸업)
- 글로벌사이버대학교 방송연예학과 (재학)

## 음악 작품

### OST
- 2016년 운빨 로맨스 OST - "샤랄라 로맨스"
- 2016년 우리집에 사는 남자 OST - "소소하게 조금씩"
- 2016년 눈의 여왕 3: 눈과 불의 마법대결 OST - "Fire & Ice" (With. 연정)
- 2017년 변혁의 사랑 OST Part 3 - "Go Ready Go"

## 출연 작품

### 예능
- 2012년 ~ 2013년 SBS 일요 예능프로그램 《K팝 스타 2》 ... 참가자
- 2016년 JTBC 화요 예능프로그램 《걸스피릿》 ... 참가자
- 2016년 M-NET 목요 예능프로그램 《우주 LIKE소녀》

### 영화
- 2024년 영화 《K-스쿨》